# Thumeries
 Thumeries  es una población y comuna francesa, en la región de Alta Francia, departamento de Norte, en el distrito de Lille y cantón de Pont-à-Marcq.

## Demografía
| 3553 | 3477 | 3600 | 3422 | 3225 | 3394 |
| Para los censos de 1962 a 1999 la población legal corresponde a la población sin duplicidades (Fuente: INSEE [Consultar]) |      |      |      |      |      |